# Retno Marsudi
Retno Marsudi, née le 27 novembre 1962 à Semarang (Java central), est une diplomate et femme politique indonésienne. Elle est ministre des Affaires étrangères du 27 octobre 2014 au 20 octobre 2024.
Elle a auparavant été ambassadrice d'Indonésie en Islande et en Norvège de 2005 à 2008, puis aux Pays-Bas de 2012 à 2014.

## Biographie

### Études
Retno Marsudi naît le 27 novembre 1962 à Semarang, dans la province de Java central. Elle est élève au lycée SMA 3 Semarang (en), un des plus anciens du pays, fondé en 1877, avant de suivre des études en relations internationales à l’université Gadjah Mada, dont elle est diplômée en 1985. Elle a ensuite poursuivi ses études par un master en droit et politique européennes à la Haute École de La Haye (Pays-Bas) et a suivi le programme de formation du ministère des Affaires étrangères de l'Institut néerlandais des relations internationales Clingendael (en).

### Carrière professionnelle et politique
Retno Marsudi rejoint les services du ministère des Affaires étrangères à sa sortie de l'université. Entre 1997 et 2001, elle est première secrétaire aux affaires économiques de l'ambassade d'Indonésie aux Pays-Bas. En 2001, elle est nommée directrice des affaires européennes et américaines. Elle est ensuite promue directrice des affaires de l'Europe occidentale en 2003.
En 2005, elle est nommée ambassadrice d'Indonésie en Norvège et en Islande. Au cours de son mandat, elle reçoit l'ordre royal norvégien du Mérite en décembre 2011, devenant la première Indonésienne à être ainsi distinguée. Elle étudie brièvement les droits humains à l'université d'Oslo. De retour à Jakarta, elle est nommée directrice générale des affaires européennes et américaines.

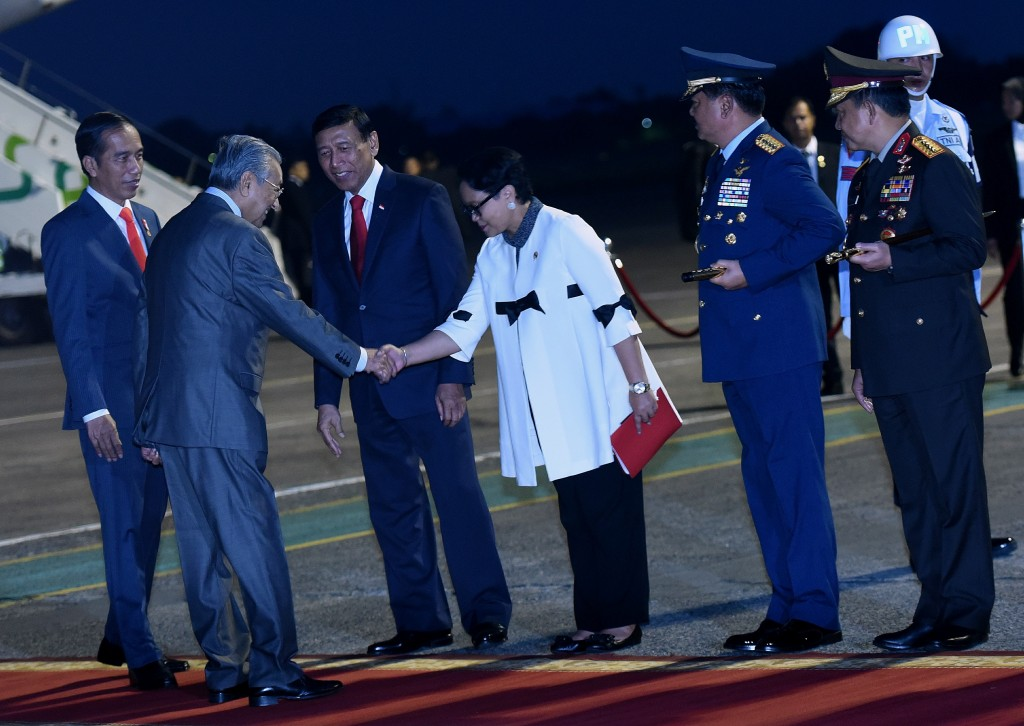
Le 28 juin 2018, Retno Marsudi a rencontré le Premier ministre malaisien Mahathir Mohamad à l'aéroport Halim-Perdanakusuma

Retno Marsudi est nommé ambassadrice d'Indonésie aux Pays-Bas en 2012. Le 27 octobre 2014, elle est nommée ministre des Affaires étrangères par le président Joko Widodo au sein de son Cabinet de Travail. Elle est la première femme à occuper ce poste. Elle est reconduite à cette fonction après la réélection du président en 2019.
En 2024, dans le cadre de la préparation de la Seconde Conférence des Nations unies sur l'eau (2026), l'ONU a nommé Reno Marsudi envoyée spéciale pour l'eau (elle assumera cette mission internationale après avoir quitté sa fonction de ministre des Affaires étrangères le 1er novembre 2024). Elle doit renforcer les efforts pour la réalisation des objectifs mondiaux liés à l'eau, dont l'objectif de développement durable no 6 (ODD 6) du Programme de développement durable à l'horizon 2030, sachant que selon l'évaluation faite à mi-parcours de cet ODD, on observait un « retard alarmant ».